# Esmeralda Mallada
Esmeralda Herminia Mallada Invernizzi (Montevideo, 10 gennaio 1937 – Montevideo, 12 settembre 2023) è stata un'astronoma e docente uruguaiana.
Per il suo contributo a tale disciplina scientifica, è stata onorata con l'assegnazione del suo nome a un asteroide, il 16277 Mallada

## Carriera
Mallada ebbe come professore di cosmografia Alberto Pochintesta. Fu collega di Gladys Vergara alla Facoltà di Ingegneria dell'Università della Repubblica che la aiutò a prepararsi per la selezione in vista dell'assegnazione della cattedra di cosmografia del Consiglio di istruzione secondaria. Divenne docente di cosmografia e matematica nella scuola secondaria a 21 anni. Insegnò presso la Facoltà di Scienze dell'università, dove si laureò con una tesi in astronomia.
Il 16 ottobre 1952, su invito di Alberto Pochintesta, fu una dei fondatori dell'Associazione Astrofili (AAA) dell'Uruguay di cui diventò nel 2015 la presidente onoraria. Nel 2015, il Minor Planet Center dell'Unione Astronomica Internazionale dette il suo nome ad un asteroide che orbita tra Marte e Giove, il 16277 Mallada, primo asteroide a portare il nome di un'astronoma uruguaiana.

### Vita privata
Sposata con lo scrittore Héctor de Bethencourt Vidal, deceduto a febbraio 2017, ebbe due figli, Marcelo e Daniel.

## Pubblicazioni
Alcune delle opere pubblicate da Esmeralda Mallada insieme a Julio A. Fernández:
- Distribution of Binding Energies in Wide Binaries
- Potential sources of terrestrial water close to Jupiter
- Dynamical Evolution of Wide Binaries[10]